# Ben (Sänger)/Diskografie
Diese Diskografie ist eine Übersicht über die musikalischen Werke des deutschen Popsängers Ben. Seine erfolgreichste Veröffentlichung ist die Single Engel mit über 450.000 verkauften Einheiten.

## Alben

### Studioalben
| Jahr | Titel Musiklabel                        | Höchstplatzierung, Gesamtwochen, AuszeichnungChartplatzierungen (Jahr, Titel, Musiklabel, Platzierungen, Wochen, Auszeichnungen, Anmerkungen) | Höchstplatzierung, Gesamtwochen, AuszeichnungChartplatzierungen (Jahr, Titel, Musiklabel, Platzierungen, Wochen, Auszeichnungen, Anmerkungen) | Höchstplatzierung, Gesamtwochen, AuszeichnungChartplatzierungen (Jahr, Titel, Musiklabel, Platzierungen, Wochen, Auszeichnungen, Anmerkungen) | Anmerkungen                            |
| Jahr | Titel Musiklabel                        | DE | AT | CH | Anmerkungen                            |
| ---- | --------------------------------------- | --- | --- | --- | -------------------------------------- |
| 2002 | Hörproben Das Musiklabel (BMG)          | DE6 (21 Wo.)DE | AT16 (10 Wo.)AT | CH47 (7 Wo.)CH | Erstveröffentlichung: 20. August 2002  |
| 2003 | Leben leben Columbia Records (Sony BMG) | DE34 (4 Wo.)DE | — | — | Erstveröffentlichung: 27. Oktober 2003 |

### Gemeinschaftsalben
| Jahr | Titel Musiklabel                              | Höchstplatzierung, Gesamtwochen, AuszeichnungChartplatzierungen (Jahr, Titel, Musiklabel, Platzierungen, Wochen, Auszeichnungen, Anmerkungen) | Höchstplatzierung, Gesamtwochen, AuszeichnungChartplatzierungen (Jahr, Titel, Musiklabel, Platzierungen, Wochen, Auszeichnungen, Anmerkungen) | Höchstplatzierung, Gesamtwochen, AuszeichnungChartplatzierungen (Jahr, Titel, Musiklabel, Platzierungen, Wochen, Auszeichnungen, Anmerkungen) | Anmerkungen                                        |
| Jahr | Titel Musiklabel                              | DE | AT | CH | Anmerkungen                                        |
| ---- | --------------------------------------------- | --- | --- | --- | -------------------------------------------------- |
| 2008 | Von beiden Seiten Columbia Records (Sony BMG) | DE67 (1 Wo.)DE | — | — | Erstveröffentlichung: 25. April 2008 mit Kate Hall |

## Singles

### Als Leadmusiker
| Jahr | Titel Album                                         | Höchstplatzierung, Gesamtwochen, AuszeichnungChartplatzierungen (Jahr, Titel, Album, Platzierungen, Wochen, Auszeichnungen, Anmerkungen) | Höchstplatzierung, Gesamtwochen, AuszeichnungChartplatzierungen (Jahr, Titel, Album, Platzierungen, Wochen, Auszeichnungen, Anmerkungen) | Höchstplatzierung, Gesamtwochen, AuszeichnungChartplatzierungen (Jahr, Titel, Album, Platzierungen, Wochen, Auszeichnungen, Anmerkungen) | Anmerkungen |
| Jahr | Titel Album                                         | DE | AT | CH | Anmerkungen |
| ---- | --------------------------------------------------- | --- | --- | --- | --- |
| 2002 | Engel Hörproben                                     | DE2 Gold · (24 Wo.)DE | AT1 Gold · (28 Wo.)AT | CH8 (18 Wo.)CH | Erstveröffentlichung: 14. Januar 2002 Verkäufe: + 450.000; feat. Gim                                            |
| 2002 | Herz aus Glas Hörproben                             | DE9 (12 Wo.)DE | AT16 (16 Wo.)AT | CH42 (11 Wo.)CH | Erstveröffentlichung: 22. Juli 2002                                                                             |
| 2002 | Gesegnet seist du Hörproben                         | DE16 (15 Wo.)DE | — | — | Erstveröffentlichung: 14. Oktober 2002                                                                          |
| 2003 | Kleider machen Leute Leben leben                    | DE44 (8 Wo.)DE | — | CH75 (3 Wo.)CH | Erstveröffentlichung: 22. September 2003                                                                        |
| 2003 | Verliebt Leben leben                                | DE54 (9 Wo.)DE | — | — | Erstveröffentlichung: 17. November 2003                                                                         |
| 2005 | Manchmal –                                          | DE45 (7 Wo.)DE | — | — | Erstveröffentlichung: 17. Mai 2005                                                                              |
| 2007 | Einmalig / Bedingungslos Von beiden Seiten          | DE16 (9 Wo.)DE | AT74 (1 Wo.)AT | — | Erstveröffentlichung: 3. August 2007 mit Kate Hall                                                              |
| 2007 | Du bist wie Musik High School Musical 2 (O.S.T.)    | DE61 (9 Wo.)DE | AT70 (2 Wo.)AT | — | Erstveröffentlichung: 7. September 2007 mit Kate Hall Original: Z. Efron & V. Hudgens – You Are the Music in Me |
| 2007 | Ich lieb’ dich immer noch so sehr Von beiden Seiten | DE45 (6 Wo.)DE | — | — | Erstveröffentlichung: 23. November 2007 mit Kate Hall                                                           |
| 2008 | Zwei Herzen Von beiden Seiten                       | DE43 (7 Wo.)DE | — | — | Erstveröffentlichung: 4. April 2008 mit Kate Hall                                                               |
| 2024 | Mehr und mehr –                                     | — | — | — | Erstveröffentlichung: 28. März 2024                                                                             |
| 2024 | Sommer in Berlin –                                  | — | — | — | Erstveröffentlichung: 2. August 2024                                                                            |

### Als Gastmusiker
| Jahr | Titel Album                                                | Höchstplatzierung, Gesamtwochen, AuszeichnungChartplatzierungen (Jahr, Titel, Album, Platzierungen, Wochen, Auszeichnungen, Anmerkungen) | Höchstplatzierung, Gesamtwochen, AuszeichnungChartplatzierungen (Jahr, Titel, Album, Platzierungen, Wochen, Auszeichnungen, Anmerkungen) | Höchstplatzierung, Gesamtwochen, AuszeichnungChartplatzierungen (Jahr, Titel, Album, Platzierungen, Wochen, Auszeichnungen, Anmerkungen) | Anmerkungen |
| Jahr | Titel Album                                                | DE | AT | CH | Anmerkungen |
| ---- | ---------------------------------------------------------- | --- | --- | --- | --- |
| 2003 | Wunder gescheh’n 20 Jahre – Nena feat. Nena (2003 Edition) | DE9 (9 Wo.)DE | AT26 (15 Wo.)AT | CH88 (2 Wo.)CH | Erstveröffentlichung: 24. Februar 2003 Nena & Friends (Ben, Udo Lindenberg, Sasha, Helge Schneider, Jasmin Tabatabai & Witt) |
| 2003 | Du bist nicht allein Zeichen der Zeit                      | DE8 (15 Wo.)DE | AT32 (15 Wo.)AT | CH63 (5 Wo.)CH | Erstveröffentlichung: 1. Dezember 2003 mit Zeichen der Zeit                                                                  |
| 2004 | Ein weiterer Morgen –                                      | DE33 (9 Wo.)DE | — | — | Erstveröffentlichung: 24. Mai 2004 mit Zeichen der Zeit                                                                      |
| 2006 | Vorbei Out of Wilhelmsburg                                 | DE28 (8 Wo.)DE | — | — | Erstveröffentlichung: 3. März 2006 U 96 feat. Ben                                                                            |

## Videoalben und Musikvideos

### Videoalben
| Jahr | Titel Musiklabel          | Anmerkungen                                                                              |
| ---- | ------------------------- | ---------------------------------------------------------------------------------------- |
| 2003 | Hörproben – Live Sony BMG | Erstveröffentlichung: 25. August 2003 Verkäufe werden in DE dem Studioalbum hinzuaddiert |

### Musikvideos
| Jahr | Titel                             | Regisseur(e)      |
| ---- | --------------------------------- | ----------------- |
| 2002 | Engel                             | Esther Gronenborn |
| 2002 | Herz aus Glas                     | Esther Gronenborn |
| 2002 | Gesegnet seist du                 | Esther Gronenborn |
| 2003 | Wunder gescheh’n                  | Oliver Sommer     |
| 2003 | Kleider machen Leute              | Esther Gronenborn |
| 2003 | Verliebt                          | Ralf Strohmeier   |
| 2003 | Du bist nicht allein              | Robert Bröllochs  |
| 2004 | Ein weiterer Morgen               | Robert Bröllochs  |
| 2005 | Manchmal                          | Robert Bröllochs  |
| 2006 | Vorbei                            | Nikolaj Georgiew  |
| 2007 | Einmalig / Bedingungslos          | Olaf Heine        |
| 2007 | Du bist wie Musik                 | Nikolaj Georgiew  |
| 2007 | Ich lieb’ dich immer noch so sehr |                   |
| 2008 | Zwei Herzen                       |                   |

## Sonderveröffentlichungen
| Jahr | Titel Album                                                | Anmerkungen |
| ---- | ---------------------------------------------------------- | --- |
| 2003 | Wunder gescheh’n 20 Jahre – Nena feat. Nena (2003 Edition) | Erstveröffentlichung: 3. März 2003 Nena & Friends (Ben, Udo Lindenberg, Sasha, Helge Schneider, Jasmin Tabatabai & Witt) |
| 2004 | Du bist nicht allein Zeichen der Zeit                      | Erstveröffentlichung: 29. März 2004 mit Zeichen der Zeit                                                                 |
| 2007 | Vorbei Out of Wilhelmsburg                                 | Erstveröffentlichung: 16. März 2007 U 96 feat. Ben                                                                       |

| Jahr | Titel Album                                        | Anmerkungen |
| ---- | -------------------------------------------------- | --- |
| 2004 | Du bist nicht allein Zeichen der Zeit              | Erstveröffentlichung: 29. März 2004 mit Zeichen der Zeit                                                                      |
| 2004 | Lass mich nicht zweifeln Zeichen der Zeit          | Erstveröffentlichung: 29. März 2004                                                                                           |
| 2006 | Am Anfang steht immer ein Traum Das silberne Segel | Erstveröffentlichung: 1. Oktober 2006 mit Uwe Ochsenknecht, Annett Louisan, Michy Reincke, Naima, Nina Hagen & Stefan Gwildis |
| 2006 | Der Müller Das silberne Segel                      | Erstveröffentlichung: 1. Oktober 2006 mit Uwe Ochsenknecht & Achim Degen                                                      |
| 2006 | Der Traum Das silberne Segel                       | Erstveröffentlichung: 1. Oktober 2006 mit Uwe Ochsenknecht & Naima                                                            |
| 2006 | Flügel im Wind Das silberne Segel                  | Erstveröffentlichung: 1. Oktober 2006 mit Uwe Ochsenknecht                                                                    |
| 2006 | Frei sein! Das silberne Segel                      | Erstveröffentlichung: 1. Oktober 2006 mit Uwe Ochsenknecht, Nina Hagen, Annett Louisan, Naima & Michy Reincke                 |
| 2006 | Soll’n wir Freunde bleiben? Das silberne Segel     | Erstveröffentlichung: 1. Oktober 2006 mit Uwe Ochsenknecht, Mellow Mark, Annett Louisan & Naima                               |

| Jahr | Titel Soundtrack zu                     | Anmerkungen |
| ---- | --------------------------------------- | --- |
| 2007 | Du bist wie Musik High School Musical 2 | Erstveröffentlichung: 20. September 2007 mit Kate Hall; Original: Zac Efron & Vanessa Hudgens – You Are the Music in Me |

## Promoveröffentlichungen
| Jahr | Titel Album                                                  | Anmerkungen |
| ---- | ------------------------------------------------------------ | --- |
| 2003 | Wir steh’n auf –                                             | Erstveröffentlichung: 2003 kurzzeitige Bewerbung und Verwendung durch Hertha BSC                               |
| 2008 | Am Anfang steht immer ein Traum Das silberne Segel (Sampler) | Erstveröffentlichung: 2008 mit Annett Louisan, Joachim Witt, Michy Reincke, Naima, Nina Hagen & Stefan Gwildis |

## Statistik

### Chartauswertung
|                     | DE    | AT    | CH    |
| ------------------- | ----- | ----- | ----- |
| Nummer-eins-Alben   | DE—DE | AT—AT | CH—CH |
| Top-10-Alben        | DE1DE | AT—AT | CH—CH |
| Alben in den Charts | DE3DE | AT1AT | CH1CH |

|                       | DE     | AT    | CH    |
| --------------------- | ------ | ----- | ----- |
| Nummer-eins-Singles   | DE—DE  | AT1AT | CH—CH |
| Top-10-Singles        | DE4DE  | AT1AT | CH1CH |
| Singles in den Charts | DE14DE | AT6AT | CH5CH |

### Auszeichnungen für Musikverkäufe
Anmerkung: Auszeichnungen in Ländern aus den Charttabellen bzw. Chartboxen sind in ebendiesen zu finden.
| Land/RegionAuszeichnungen für Musikverkäufe (Land/Region, Auszeichnungen, Verkäufe, Quellen) | Gold     | Platin | Verkäufe | Quellen           |
| -------------------------------------------------------------------------------------------- | -------- | ------ | -------- | ----------------- |
| Deutschland (BVMI)                                                                           | Gold1    | —      | 250.000  | musikindustrie.de |
| Österreich (IFPI)                                                                            | Gold1    | —      | 20.000   | ifpi.at           |
| Insgesamt                                                                                    | 2× Gold2 | —      |          |                   |